# Claudio Valdés
Claudio Patricio Valdés Vázquez (Talca, 23 de mayo de 1992-Talcahuano, 25 de julio de 2021), también conocido como El Gitano o simplemente Gitano, fue un cantante chileno de música gitana, reconocido popularmente tras quedarse con el segundo lugar de la primera temporada del programa Talento chileno. Hasta junio de 2013, su álbum debut Por ustedes (2011) vendió 13 000 copias en Chile.

## Primeros años
Nació en una familia de clase media en Talca, pero se crio en Los Ángeles, Región del Biobío, junto con sus tres hermanas.
No mantuvo buenas relaciones con su familia, sobre todo con su madre, y dejó su casa. Entonces, encontró su pasión por el mundo artístico y la música gitana, cantando en el transporte público de su ciudad natal para ganar dinero, y versionó en su estilo canciones de Juanes, Camila y La Noche.

## Carrera musical

### 2010-2012
Su popularidad comenzó en la emisión de una de los capítulos de audiciones de la primera temporada del programa de Chilevisión, Talento chileno, en donde deslumbró con una presentación en solitario de música gitana, fue ahí donde el país se enteró de su drama familiar cuando él declaró «ellos no saben que estoy hoy día aquí, e igual me gustaría que me vieran para que igual valoricen un poco lo que perdieron».
Su presentación en las galas de semifinal fue una versión gitana del clásico "Un ramito de violetas" de la española Cecilia en la versión del chileno Zalo Reyes, su presentación marcó el pico de sintonía de la noche y fue alabado por los jueces, «Qué bonita canción, usted nació para ser estrella. Qué suerte la nuestra de haberlo encontrado antes que otros programas», le dijo Francisca García-Huidobro tras su actuación. «Usted no es un cantante, es un cantor», agregó Antonio Vodanovic. «Cantas con pasión, me atrevería a decir que eres uno de los favoritos para ganar», dijo luego Rodrigo Díaz.
En la gala final, interpretó el tema del dúo español Sinlache, "Gracias", en una versión muy similar a la original y que recibió una enorme ovación del público presente y, aún mayor, la aprobación del jurado. En esa ocasión se hizo acompañar por el guitarrista Fernando Lavín, quien también había participado en Talento chileno. Finalmente su actuación hizo que se quedara con el segundo lugar, tras la vencedora de la primera temporada Camila Silva. Posteriormente siguió presentándose en diferentes programas y eventos como Primer plano y El diario de Eva, recibiendo un enorme apoyo popular, sobre todo en las redes sociales como Twitter, Facebook y YouTube, en este último donde sus videos son los más reproducidos entre los participantes del programa.
Participación en Talento Chileno
| Programa     | Fecha de emisión        | Presentación                          | Resultado     |
| ------------ | ----------------------- | ------------------------------------- | ------------- |
| Audiciones   | 11 de octubre de 2010   | "Madre" de Los Rebujitos              | Clasificado   |
| Preselección | 25 de octubre de 2010   | —                                     | Clasificado   |
| Gala 5       | 29 de noviembre de 2010 | "Un ramito de violetas" de Zalo Reyes | Clasificado   |
| Final        | 13 de diciembre de 2010 | "Gracias" de Sinlache                 | Segundo lugar |

En 2010, anunció que se encontraba en conversaciones para iniciar el proceso de preproducción de su álbum debut para 2011, con canciones de su autoría en el trabajo discográfico. Camila Silva quien se presentara en el Festival de Viña del Mar 2011, habló en una entrevista con el diario La Cuarta, la posibilidad de que Claudio se presente con ella, por el talento que ella reconoce en él y la amistad formada durante el desarrollo del programa Talento chileno.
Desde enero de 2011, se integró como parte del elenco del programa juvenil de Chilevisión, Yingo.
El 24 de marzo de 2011, lanzó su primer sencillo titulado "Ya No Aguanto Más", escrito por el mismo, el sencillo lo presentó en vivo de forma exclusiva en el programa Yingo, además esa misma semana hizo promoción radial de la canción. A fines de julio de 2011, Valdés lanzó al mercado su álbum debut Por Ustedes bajo el sello discográfico Feria Music, el disco logró llegar al número de ventas y fue certificado disco de oro en Chile, durante la primera semana de agosto, en donde también se encargó de promocionar a nivel radial y en televisión. Se presentó en la tercera gala en vivo de la segunda temporada de Talento Chileno, cantando su sencillo "Ya No Aguanto Más" que finalmente logra alcanzar la posición número 16 en el Top 100 de Chile, su primero primer top 20 de su carrera. El 28 de septiembre de 2011 lanzó el video de sus sencillo "Nuestro Momento" grabado en Valparaíso, este se convierte en el primer video oficial del disco.

### 2013-2021
Valdés lanzó su segundo disco Una estrella en la oscuridad, acompañado del primer sencillo llamado "Paso la vida pensando", el cual entró dentro del top 50 en Chile, alcanzando un moderado éxito en radios, pero sin comparación a sus anteriores sencillos de su primer álbum.

## Muerte
Falleció en un accidente de tránsito el 25 de julio del 2021. Para su funeral, luego de una misa de responso realizada en Los Ángeles, fue sepultado en el Cementerio General de la ciudad, donde acudieron sus seguidores de forma multitudinaria.

## Discografía

### Álbumes de estudio
| Por ustedes                                                         | - Lanzamiento: 19 de julio de 2011 - Sello: Oveja Negra - Formatos: CD, Descarga digital | 1 | - CHI: Platino | 13 000 |
| Una estrella en la oscuridad                                        | - Lanzamiento: 2013 - Sello: Plaza Independencia - Formatos: CD, Descarga digital        | — | —              |        |
| "—" significa que el álbum no fue lanzado o no apareció en la lista |                                                                                          |   |                |        |

### Sencillos
| "Ya no aguanto más"                                                    | 2011 | 16 |  | Por ustedes                  |
| "Por ustedes"                                                          | 2011 | —  |  | Por ustedes                  |
| "Nuestro momento"                                                      | 2011 | 22 |  | Por ustedes                  |
| "Paso la vida pensando"                                                | 2013 | 42 |  | Una estrella en la oscuridad |
| "Para decir adiós" (con Eva Gómez)                                     | 2013 | 76 |  | Una estrella en la oscuridad |
| "—" significa que la canción no fue lanzada o no apareció en la lista. |      |    |  |                              |